# Herinneringsmedaille aan de Regeringsovername door Hertog Karel Eduard
De Herinneringsmedaille aan de Regeringsovername door Hertog Karel Eduard (Duits: Erinnerungsmedaille an den Regierungsübernahme durch Herzog Carl Eduard) was een herinneringsmedaille die in 1930 door hertog Karel Eduard van Saksen-Coburg en Gotha werd ingesteld. De in 1918 tot aftreden gedwongen vorst herdacht dat hij in 1905 de regering op zich had genomen.
De in november 1918 afgezette hertog Karel Eduard bleef een aantal van de door hem ingestelde onderscheidingen ook na zijn abdicatie, zelfs na het opheffen van Saksen-Coburg en Gotha als staat, uitreiken. Zo waren de Zwaarden aan de Ring van de Hertog Karel Eduard-medaille die in 1935 werden ingevoerd. Het verlenen van hoge rangen in de Saksisch-Ernestijnse Huisorde aan zijn kameraden in de SS was zeer omstreden. Uiteindelijk maakte Hitler een einde aan deze praktijk door de Duitsers in 1935 in een decreet te verbieden om nog langer onderscheidingen van de voormalige Duitse vorstenhuizen aan te nemen.
Een herinneringsmedaille is een ereteken dat wordt uitgereikt bij belangrijke gebeurtenissen. Dergelijke medailles worden vaak uitgereikt aan prinsen van vorstenhuizen waarvan de leden ze dan ook dragen bij verschillende gebeurtenissen. Soms bezitten àlle leden van de koninklijke huishouding zo'n medaille, soms alleen leden van een koninklijke familie. Het uitdelen van zulke medailles is meestal een traditie. In Saksen-Coburg en Gotha werden in 1899 en 1905 ook herinneringsmedailles uitgereikt.
De hertog heeft na 1918 twee van deze "niet officiële" herinneringsmedailles laten slaan.
- De Herinneringsmedaille aan de Regeringsovername door Hertog Karel Eduard (1930)
- De Herinneringsmedaille aan het Huwelijk van Prinses Sybilla (1932)

De ronde zilveren medaille toont op de voorzijde de kop van de hertog met het rondschrift "CARL EDVUARD HERZOG VON SACHSEN COBURG UND GOTHA"'.
Op de keerzijde staat het het gekroonde wapen van Saksen met twee palmtakken en de datum "19 7 1930". Het rondschrift luidt "ZVR ERINNERVNG AN D. VBERNAHME D. REGIERUNG AM 19.7.1905". De medaille werd met een aangesoldeerd oog en een ring aan een groen-wit-geel-zwart lint op de linkerborst gedragen.
Saksisch-Ernestijnse Huisorde ·
Prinsessenkruis van de Saksisch-Ernestijnse Huisorde · 
Carl Eduard-Oorlogskruis ·
Medaille voor Verdienste in het Burgerlijk Leven ·
Medaille voor Kunst en Wetenschap ·
Kruis van Verdienste voor Kunst en Wetenschap ·
Medaille van Verdienste voor Kunst en Wetenschap ·
Erekruis voor Kunst en Wetenschap · 
Hertog Ernst-medaille · 
Hertog Alfred-medaille ·
Hertog Karel Eduard-medaille ·
Ereteken voor Vaderlandse Verdienste ·
Medaille voor het Redden van Levens ·
Medaille voor Vrouwelijke Verdienste ·
Herinneringsmedaille aan het Zilveren Huwelijk van Hertog Alfred ·
Herinneringsmedaille aan het Huwelijk van Hertog Karel Eduard ·
Ereteken van de Brandweer · 
Herinneringskruis aan Eckernförde "1849" ·
Herdenkingsteken voor Vleugeladjudanten ·
Oorlogsherinneringsteken ·
Herinneringsmedaille aan de Regeringsovername door Hertog Karel Eduard · 
Herinneringsmedaille aan het Huwelijk van Prinses Sybilla
Zie ook: Ridderorden in Saksen